# Società (rivista)
Società è stata una rivista di politica, filosofia e cultura, a periodicità trimestrale, fondata a Firenze nel 1945 dall'archeologo Ranuccio Bianchi Bandinelli, dal filosofo Cesare Luporini e dallo scrittore Romano Bilenchi, politicamente e culturalmente vicina al PCI. Cesserà le pubblicazioni nel 1961.

## Storia
Società è stata una rivista trimestrale fondata a Firenze nel 1945 da Ranuccio Bianchi Bandinelli (direttore per i primi due anni), Cesare Luporini e Romano Bilenchi (vice-direttori), che ospitando interventi filosofici, di analisi storica e sociale, letterari e poetici, ha rappresentato una delle voci più innovative nella ricostruzione della cultura italiana dell'immediato dopoguerra. Lo scopo è quello di "integrarsi nella nostra cultura in modo polemico e dialettico richiamandosi alla tradizione di concretezza di quella parte di intellettuali del Risorgimento che riuscirono a portare l'Italia a livello europeo".
"Società" attraversa diverse fasi, che corrispondono a cambiamenti di direzione e di periodicità, che varia da trimestrale a bimestrale, nonché di editore, che passa da Einaudi di Torino (1945-46) a Leonardo di Firenze 1945-49, poi ancora Einaudi di Torino 1950-1956 e in seguito a Parenti di Milano dal 1956. 
Durante i primi anni, la rivista rappresenta una delle migliori testimonianze (insieme a Politecnico di Vittorini e a Studi filosofici di Banfi) dello sforzo di una intellettualità comunista non direttamente espressione del partito, teso alla ricostruzione politica e culturale dell'Italia repubblicana.
All'aprirsi della nuova fase politica, iniziata con il '47, "Società" si caratterizza maggiormente per la volontà di porsi come strumento per la ricerca politica, storica e filosofica marxista, lasciando in secondo piano gli interventi letterari e poetici.

Entrano a far parte della redazione, accanto a Luporini (di fatto nuovo direttore), Bilenchi e Bianchi Bandinelli, intellettuali prestigiosi come Giuseppe Berti, Delio Cantimori, Ludovico Geymonat, Emilio Sereni.
Dal '53 la direzione passa a Carlo Muscetta e Gastone Manacorda. La vicenda del manifesto dei 101 produce, nel '57, le dimissioni dei direttori che vennero sostituiti da un Comitato di Direzione composto, oltre ai due fondatori Luporini e Bianchi Bandinelli, da Massimo Aloisi, Antonio Banfi, Giorgio Candeloro, Galvano della Volpe, Paolo Fortunati, Arturo Massolo, Glauco Natoli, Giulio Pietranera, Mario Spinella. Essa terminerà le pubblicazioni nel 1961 e nella politica culturale del Pci verrà sostituita dalla fondazione nel 1963 di "Critica marxista".